# Episodi di Marlon (prima stagione)
La prima stagione della serie televisiva Marlon, composta da 10 episodi, è andata in onda in prima visione negli Stati Uniti sulla NBC dal 16 agosto al 13 settembre 2017.
In Italia la stagione è stata trasmessa dal 13 dicembre 2017 al 10 gennaio 2018 su Joi.
In chiaro verrà trasmessa su Italia 1 dal 27 ottobre 2018.
| n° | Titolo originale         | Titolo italiano           | Prima TV USA      | Prima TV Italia  |
| -- | ------------------------ | ------------------------- | ----------------- | ---------------- |
| 1  | Pilot                    | In stile ghetto           | 16 agosto 2017    | 13 dicembre 2017 |
| 2  | Cleaning Out The Closet  | Svuotando l'armadio       | 16 agosto 2017    | 13 dicembre 2017 |
| 3  | Boys Only Want One Thing | Il gigolò della geometria | 23 agosto 2017    | 20 dicembre 2017 |
| 4  | Exes with Benefits       | Sesso senza impegno       | 23 agosto 2017    | 20 dicembre 2017 |
| 5  | Project Kids             | Lezioni di vita           | 30 agosto 2017    | 27 dicembre 2017 |
| 6  | Surprises                | Sorprese                  | 30 agosto 2017    | 27 dicembre 2017 |
| 7  | Hospital Party           | Una festa in ospedale     | 6 settembre 2017  | 3 gennaio 2018   |
| 8  | Coach Marlon             | Coach Marlon              | 6 settembre 2017  | 3 gennaio 2018   |
| 9  | Appropriate Marlon       | L'appropriato Marlon      | 13 settembre 2017 | 10 gennaio 2018  |
| 10 | End of the Road          | Alla fine della strada    | 13 settembre 2017 | 10 gennaio 2018  |